# Piaszczarka
Piaszczarka – urządzenie służące do oczyszczania przedmiotów strumieniem piasku. 
Wykorzystywana przy odnawianiu elewacji, czyszczeniu belek, matowieniu szkła, grawerowaniu marmuru i elementów dekoracyjnych w betonie lub drewnie. Efekt piaskowania jest podobny do szlifowania, jednak czyszczona powierzchnia jest zazwyczaj o wiele gładsza i nie ma problemów z czyszczeniem trudno dostępnych rogów lub zakrzywień. 
Oczyszczany przedmiot na ogół umieszczany jest zamkniętej komorze z wizjerem, która chroni obsługę przed okaleczeniem i pozwala na ponowne użycie ścierniwa. Operator kieruje strumień ścierniwa z zewnątrz na przedmiot, regulując jego przepływ i obserwując oczyszczanie przez wizjer.